# Eisenberg (Thüringen)
Eisenberg ist die Kreisstadt des Saale-Holzland-Kreises in Thüringen und liegt auf halbem Weg zwischen Jena und Gera.

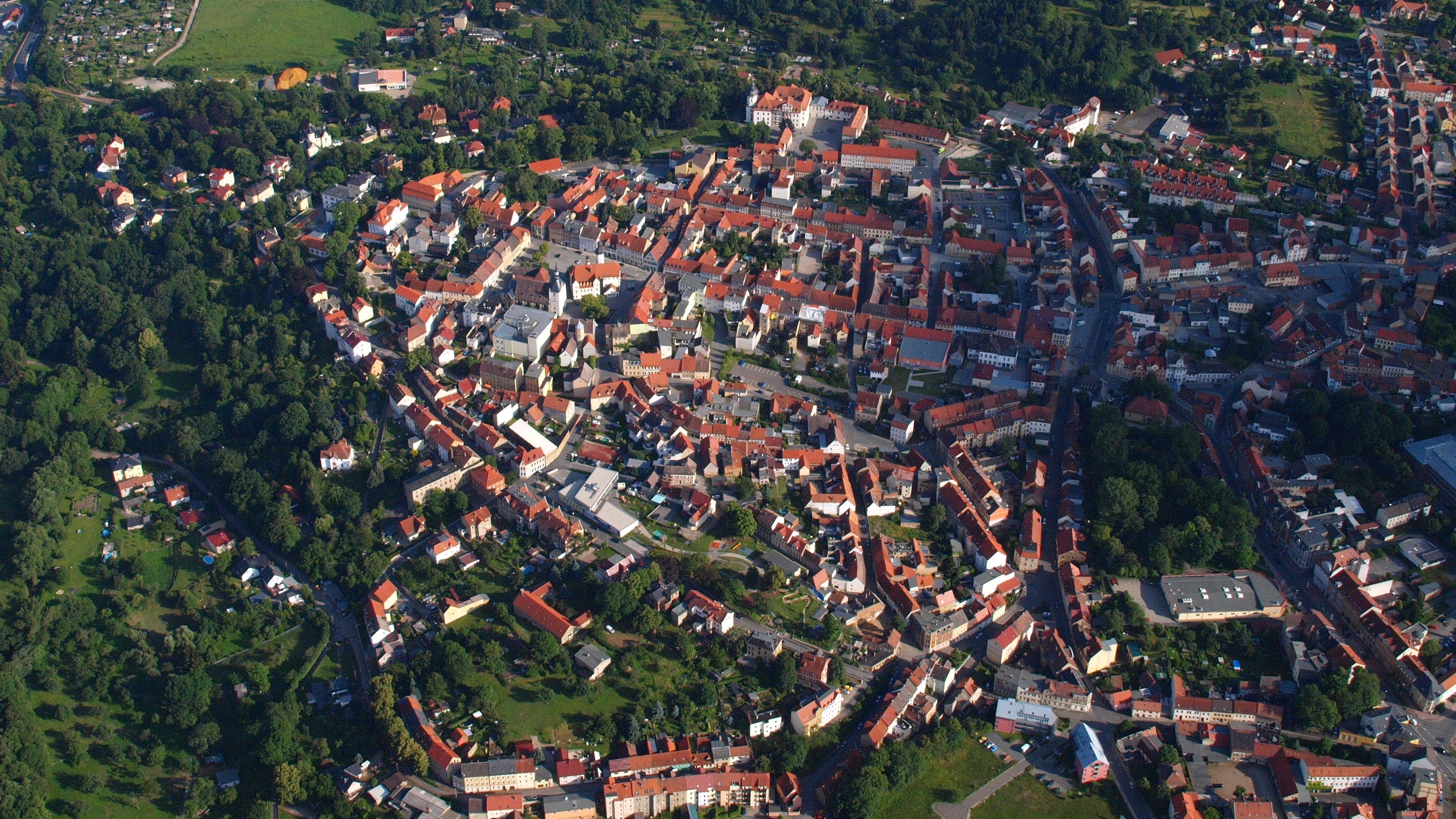
Eisenberg, Luftaufnahme (2011)

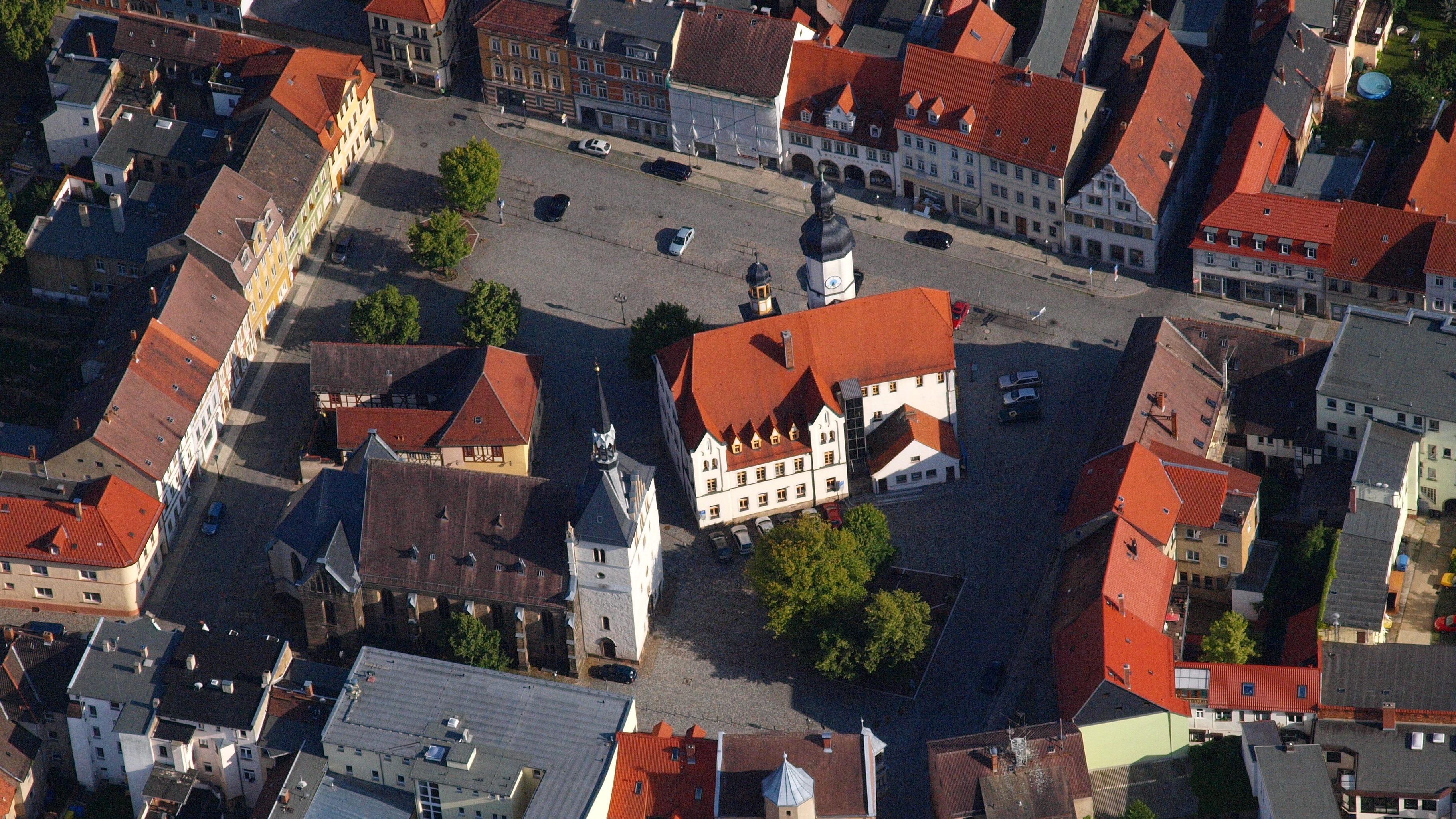
Rathaus, Luftaufnahme (2011)

## Geografie

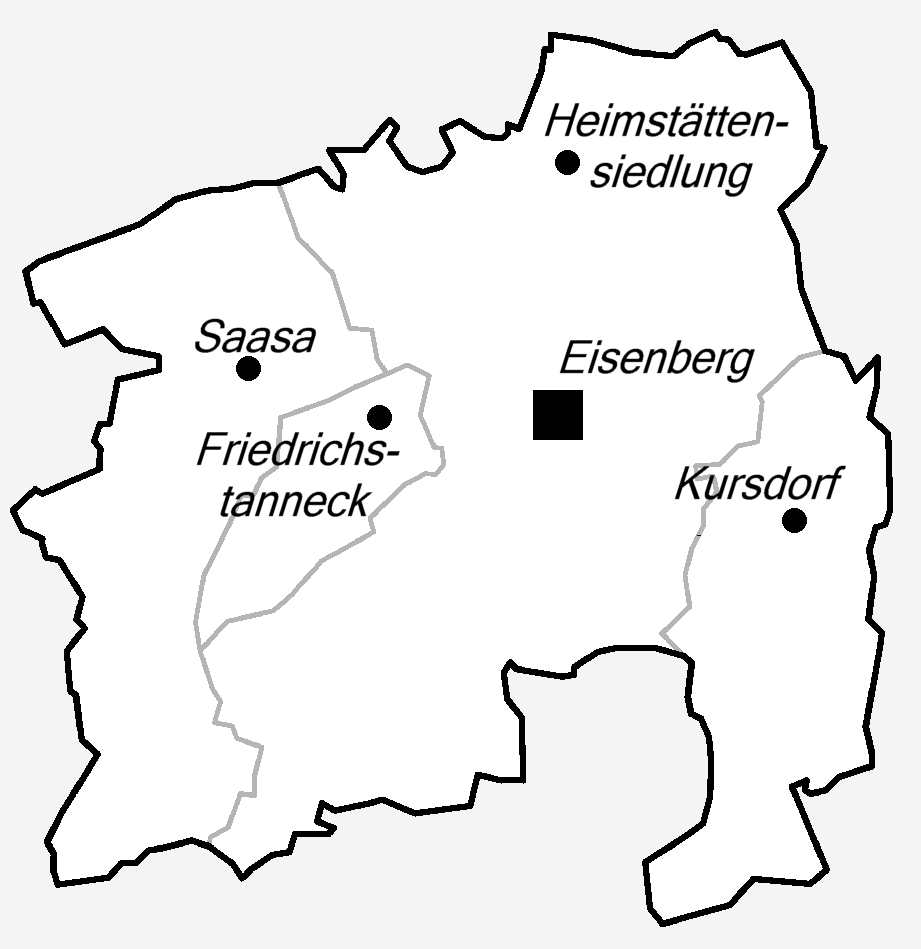
Stadtgliederung

### Geologie
Eisenberg befindet sich im Bereich der Saale-Elster-Sandsteinplatte in einer von mäßigen Höhen umgebenen Hügellandschaft, deren Vegetation teilweise aus Laub- und Nadelwald besteht. Geologisch besteht sie überwiegend aus Buntsandstein.
Eisenberg liegt zum größten Teil auf einer Hochebene, die sich rund 275 Meter über N.N. von Westen nach Osten erstreckt. Im Süden und Norden der Stadt fällt der Boden steil in zwei Täler ab, in denen der Malz- und der Raudabach fließen. Im Nordwesten befindet sich die Beuche, eine aus Muschelkalk bestehende bewaldete Anhöhe, die in das Thüringer Ackerhügelland übergeht.

### Stadtgliederung
Die Stadt Eisenberg besteht aus der historischen Altstadt und jüngeren Stadterweiterungen. Etwa einen Kilometer nördlich vom Stadtzentrum befindet sich die Heimstätten-Siedlung. Im Raudatal, südlich der Altstadt, stehen entlang des Baches acht Wassermühlen.
Nach Eisenberg wurden die ehemaligen Nachbargemeinden Friedrichstanneck, Saasa und zuletzt Kursdorf (8. März 1994) eingemeindet.

### Nachbargemeinden
Angrenzende Gemeinden sind Gösen, Hainspitz, Heideland, Petersberg, Rauda, Silbitz, Tautenhain und Weißenborn. Eisenberg gliedert sich in die vier Ortsteile Kernstadt, Friedrichstanneck, Saasa und Kursdorf. Nahe Kursdorf befindet sich der nördliche Einstieg ins Eisenberger Mühltal, ein beliebtes Ausflugsziel.

### Klima

Niederschlagsdiagramm Eisenberg

Der durchschnittliche Jahresniederschlag der Jahre 1961 bis 1990 beträgt an der Messstation Eisenberg 646 mm und liegt damit außer in den Monaten April und August unter dem deutschen Durchschnitt. Der trockenste Monat ist der Februar, die meisten Niederschläge fallen im Juni und August.

## Geschichte

### Ursprünge bis 1900

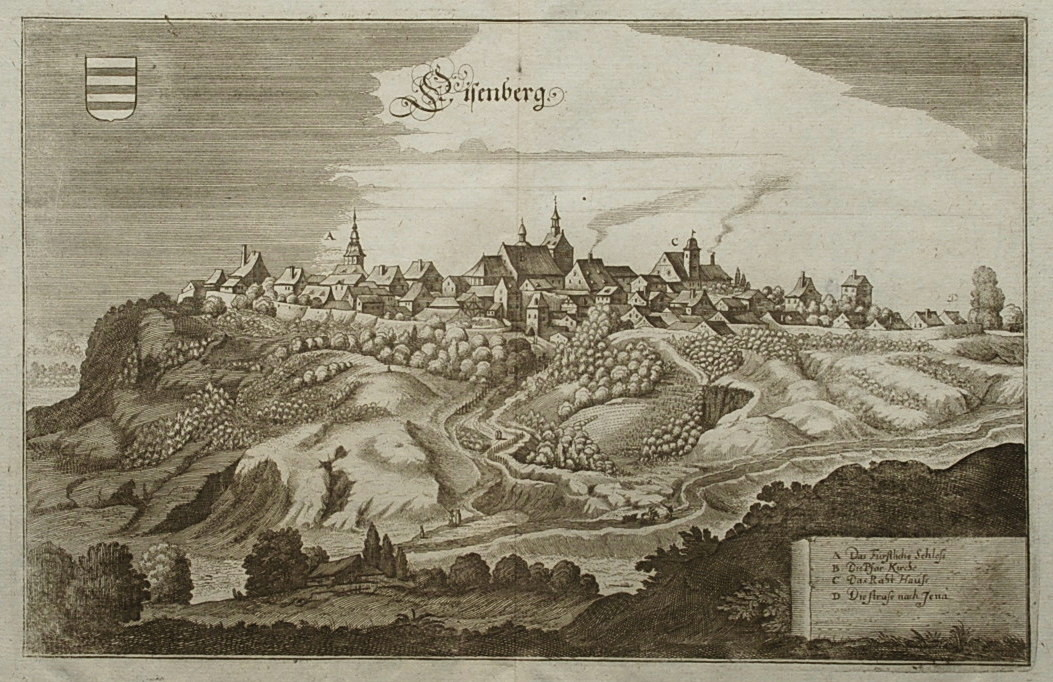
Eisenberg um 1650

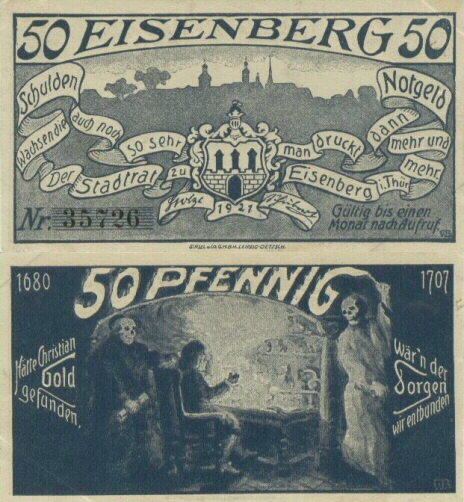
Notgeld von 1921 mit einer Anspielung auf Herzog Christian

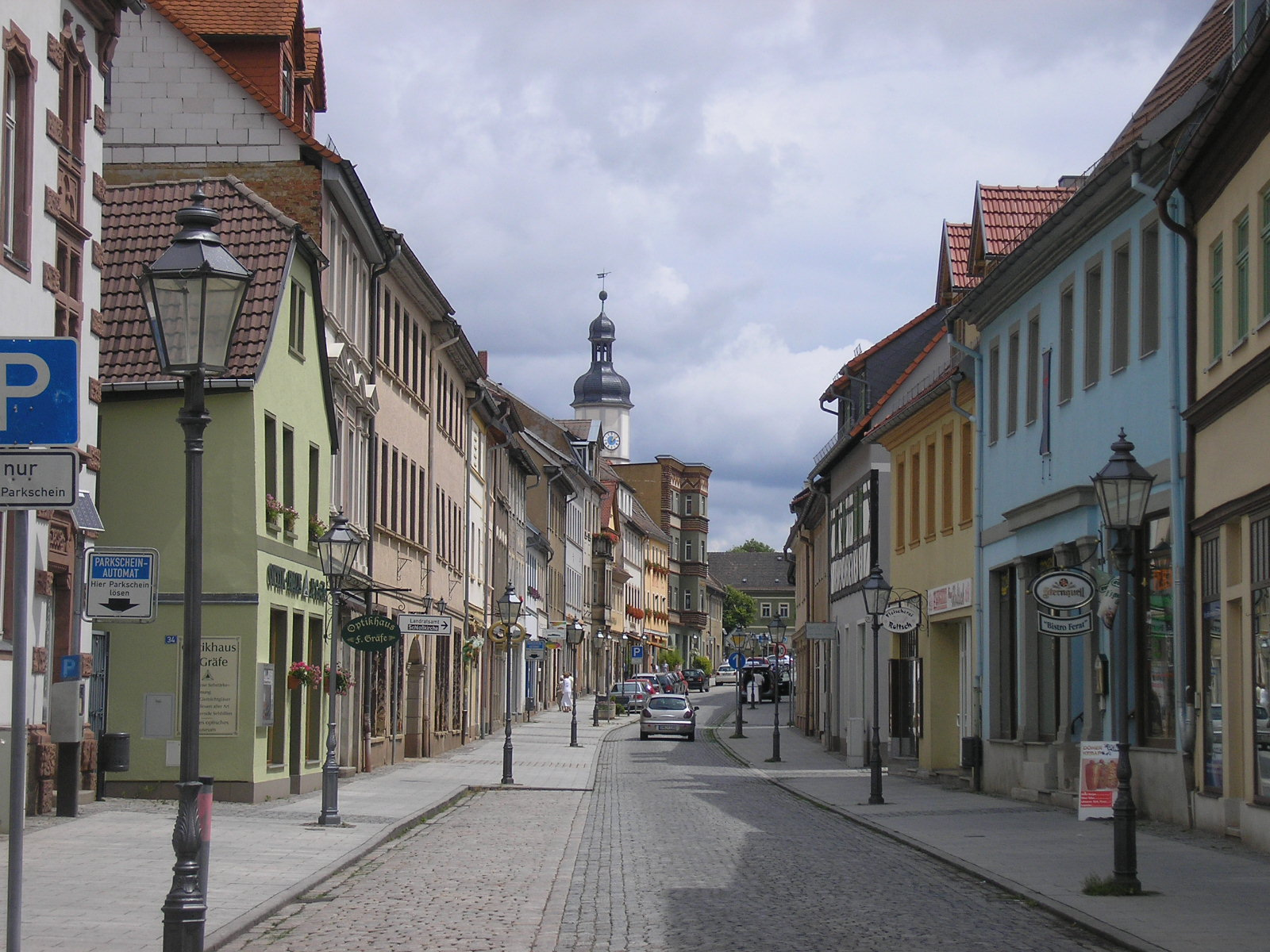
Die Eisenberger Altstadt

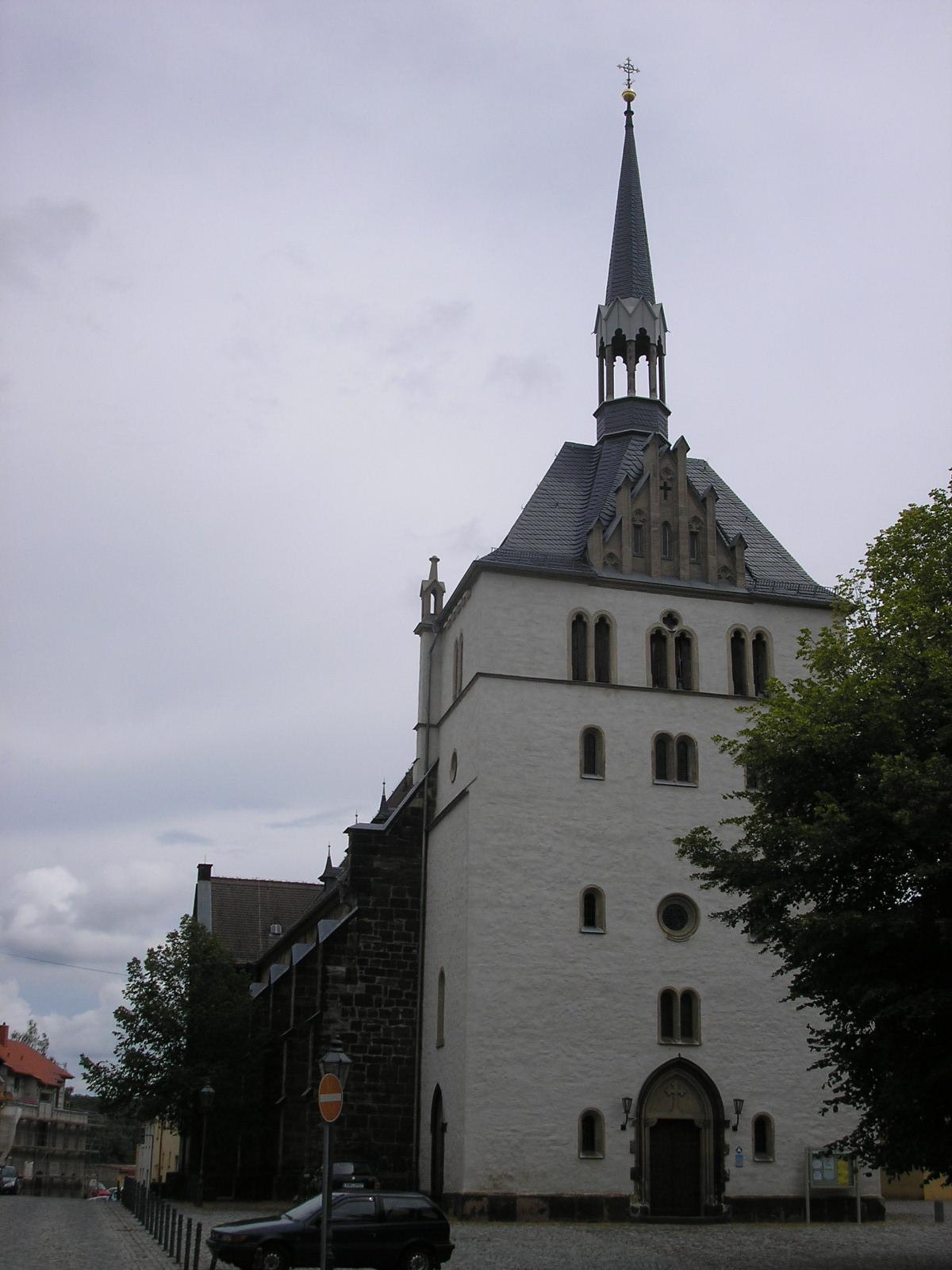
Die Stadtkirche St. Peter

Nachweislich gehen die Wurzeln der Stadt bis in die Steinzeit zurück. Die älteste bekannte Ansiedlung befand sich im Norden des heutigen Stadtgebietes. Diese wurde vermutlich im 14. oder 15. Jahrhundert aufgegeben. Unterschiedlichen Angaben zufolge wanderten die Bewohner ins heutige Polen aus oder zogen aufgrund der Zerstörungen im Sächsischen Bruderkrieg in die im 12. Jahrhundert entstandene neue Stadt nahe der Burg. Selbige war ein Vorgängerbau des jetzigen Schlosses. Sie wurde im 12. Jahrhundert im Auftrag des Markgrafen von Meißen errichtet. Im 16. Jahrhundert wurde sie umgebaut, 1677–1692 dann unter Herzog Christian von Sachsen-Eisenberg zum heute noch erhaltenen und nach ihm benannten Schloss Christiansburg ausgebaut.
In der Flur des eingemeindeten Ortsteils Kursdorf ist ein Hügelgräberfeld südlich der „Alten Straße“ vorhanden, das aber durch ehemalige Truppenübungen beschädigt ist. Im „Jagen 88“ liegen zwei Grabhügel der Jungsteinzeit.
Schon 1171 gab es eine Stadtbefestigung. 1219 wurde das Zisterzienserinnenkloster Eisenberg durch Verlegung des Klosters Zwickau und die Ausstattung mit den Gütern des kurz zuvor von Camburg dorthin verlegten Augustiner-Chorherrenstifts eingerichtet. 1219 wurde die Stadt als „civitas“ erstmals erwähnt. 1256 wurden mehrere Bürger genannt. Ab dem 13. Jahrhundert sind landgräfliche Ministerialen nachgewiesen.
1450 soll im Sächsischen Bruderkrieg die Jacobskapelle im heutigen Staatsforst Hainspitz zerstört worden sein. Die Steine wurden Ende des 16. Jahrhunderts zum Bau der Kirche im heutigen Stadtteil Saasa und des Hundertmark’schen Hauses am Markt in Eisenberg verwendet. Reste der Kapelle waren bis in das 18. Jahrhundert vorhanden.
1485 fiel das kursächsische Eisenberg bei der Leipziger Teilung an die Ernestiner. 1524 wurde die Reformation eingeführt. Von 1681 bis 1707 war die Stadt Residenz des Herzogtums Sachsen-Eisenberg, danach gehörte sie bis 1918 zu Sachsen-Altenburg. Eisenberg war Sitz des Kreisamts Eisenberg.
1880 wurde die Bahnstrecke nach Crossen gebaut, 1905 folgte deren westliche Fortsetzung nach Porstendorf zur Saalbahn bei Jena. Die Strecke nach Porstendorf/Jena wurde 1969 und die nach Crossen/Gera 1999 stillgelegt.

### 1900 bis jetzt

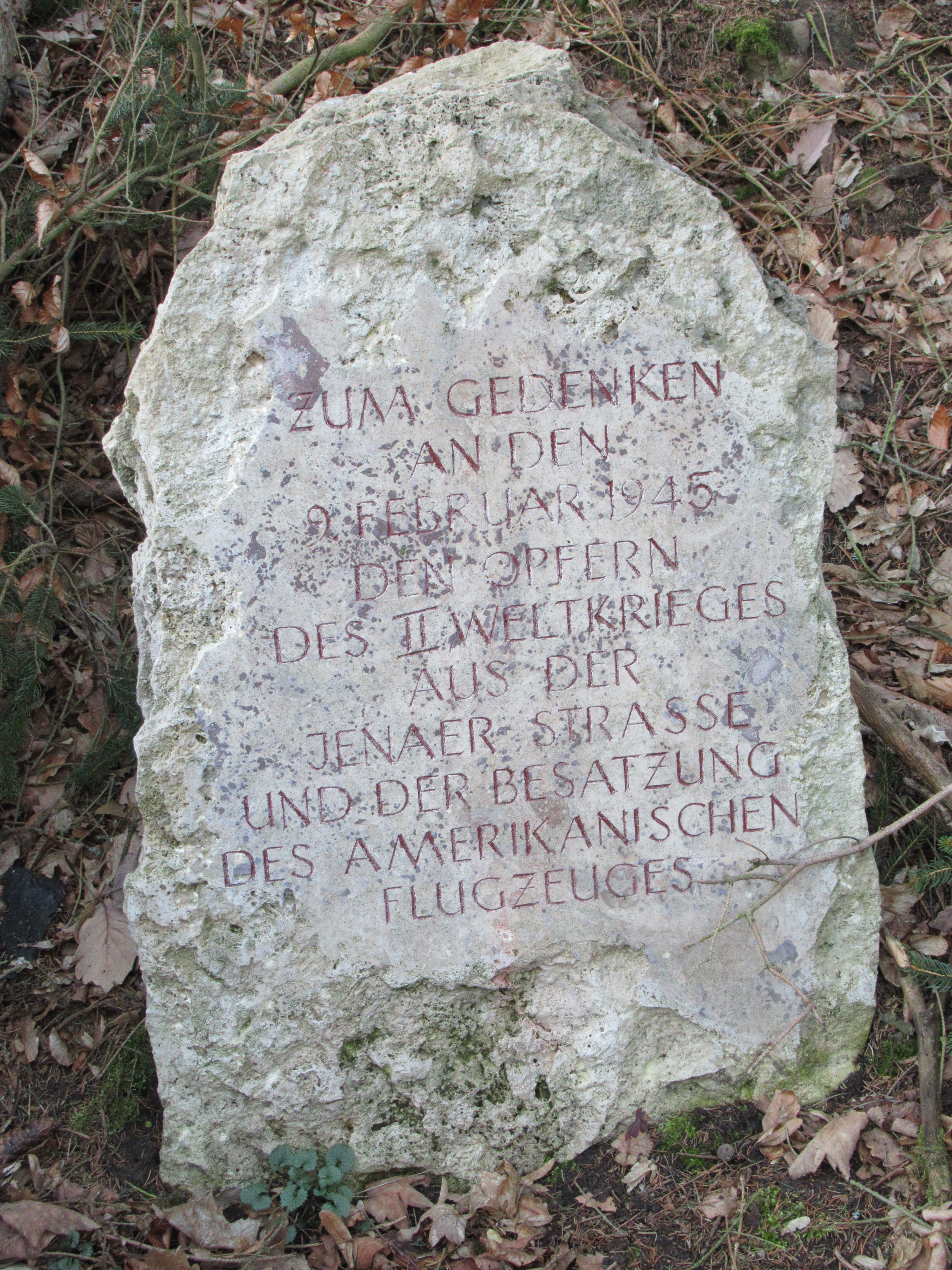
10 tote Eisenberger durch Bomben, 8 tote Amerikaner durch Bomber-Absturz am 9. Februar 1945 im Mühltal

In der Zeit des Nationalsozialismus leisteten kleine kommunistische und sozialdemokratische Gruppen Widerstand gegen die NS-Herrschaft. Ein Kreis um die Sozialdemokraten Heinz Schubert und Friedrich Singer verbreitete Aufklärungsschriften, die sie über den Exilvorstand der SPD (Sopade) aus der Tschechoslowakei erhielten. Während des Zweiten Weltkrieges wurden mindestens 326 Zwangsarbeiter aus Osteuropa in Unternehmen eingesetzt, die Rüstungsgüter herstellten, in Unternehmen der Holzverarbeitung, Möbelherstellung, Leder- und Schuhwarenindustrie, Metallverarbeitung, Instrumenten- und Apparatebaus, der chemischen und pharmazeutischen Industrie und der Porzellanherstellung. Eine 1974 erneuerte Gedenkanlage auf dem Friedhof erinnert an 53 Opfer der Zwangsarbeit aus 27 Nationen, darunter 35 Häftlinge eines KZ-Todesmarsches. Ein weiterer Gedenkstein erinnert an 17 umgekommene Kinder von Zwangsarbeiterinnen.
Am 9. Februar 1945 kollidierten im Raum zwischen Jena und Eisenberg zwei Bomber der United States Army Air Forces vom Typ B-17 „Flying Fortress“, nachdem einer von ihnen durch Flak beschädigt worden war. Dem anderen war beim Zusammenstoß das Heck abgerissen worden, er stürzte im Mühltal ab, 50 Meter nördlich der Pfarrmühle. Acht Besatzungsmitglieder kamen ums Leben, der Heckschütze konnte sich retten. Vor dem Absturz entledigte sich die Maschine noch ihrer Bomben über Eisenberg. Diese explodierten zwar nicht, zerstörten dennoch zwei Häuser, beschädigten weitere und töteten zehn Menschen.
Am 9. April 1945 wurden in zwei Attacken der Bahnhof, Lokomotiven und Gleisanlagen sehr effektiv von US-Bombern mit Spreng- und Brandbomben und von Jagdbombern mit Bomben und Bordwaffen angegriffen. Auch Wohnhäuser wurden getroffen, zwei Menschen starben.
Eisenberg wurde um den 13. April 1945 von der US-Armee besetzt und Anfang Juli an die Rote Armee übergeben. So wurde es Teil der sowjetisch besetzten Zone SBZ und ab 1949 der DDR.
Anfang der 1950er-Jahre bildete sich in Eisenberg der Eisenberger Kreis, eine Widerstandsgruppe von Oberschülern, der, sich auf die Tradition des Widerstandes gegen den Nationalsozialismus berufend, Aktionen gegen die SED-Herrschaft plante und durchführte.
Am 25. Oktober 1989 fand im überfüllten Luthersaal ein Friedensgebet statt. Anschließend formierte sich ein Demonstrationszug durch Eisenberg. Wöchentlich wurden nun immer mittwochs demokratische Grundrechte eingefordert und bald auch die Einheit Deutschlands.
In Eisenberg gibt es das zentrale Aufnahmelager des Freistaats Thüringen für Flüchtlinge und Asylbewerber aus aller Welt. Das Gebäude spiegelt deutsche Geschichte der letzten 150 Jahre wider. Es wurde 1870 als Wurstfabrik gebaut, später war es Altersheim, Lazarett in beiden Weltkriegen, dann Kaserne für NVA und Volkspolizei sowie (bis 1979) Aufnahmelager für Übersiedler aus der BRD in die DDR. Ende 2013 beherbergte es über 500 Menschen.

### Einwohnerentwicklung
Die Einwohnerentwicklung der Stadt Eisenberg ist in der folgenden Tabelle dargestellt:
| Jahr* | Einwohner |
| ----- | --------- |
| 1830  | 4.557     |
| 1946  | 15.299    |
| 1950  | 14.261    |
| 1960  | 13.839    |
| 1981  | 13.060    |
| 1984  | 13.361    |
| 1994  | 11.536    |
| 1995  | 11.266    |
| 1996  | 11.274    |
| 1997  | 11.281    |
| 1998  | 11.225    |
| 1999  | 11.175    |
| 2000  | 11.764    |
| 2001  | 11.681    |
| 2002  | 11.532    |

| Jahr* | Einwohner |
| ----- | --------- |
| 2003  | 11.487    |
| 2004  | 11.545    |
| 2005  | 11.424    |
| 2006  | 11.392    |
| 2007  | 11.261    |
| 2008  | 11.072    |
| 2009  | 11.087    |
| 2010  | 11.154    |
| 2011  | 10.653    |
| 2012  | 10.694    |
| 2013  | 10.995    |
| 2014  | 11.404    |
| 2015  | 13.699    |
| 2016  | 12.199    |
| 2017  | 10.842    |

| Jahr* | Einwohner |
| ----- | --------- |
| 2018  | 10.885    |
| 2019  | 10.849    |
| 2020  | 10.704    |
| 2021  | 10.673    |
| 2022  | 10.957    |
| 2023  | 11.196    |

Einwohnerentwicklung von Eisenberg (Thüringen) von 1830 bis 2017 nach nebenstehender Tabelle

* jeweils 31. Dezember außer 1830 (unbekannt), 1946 (29. Oktober) und 1950 (31. August)
Datenquelle ab 1994: Thüringer Landesamt für Statistik

## Politik

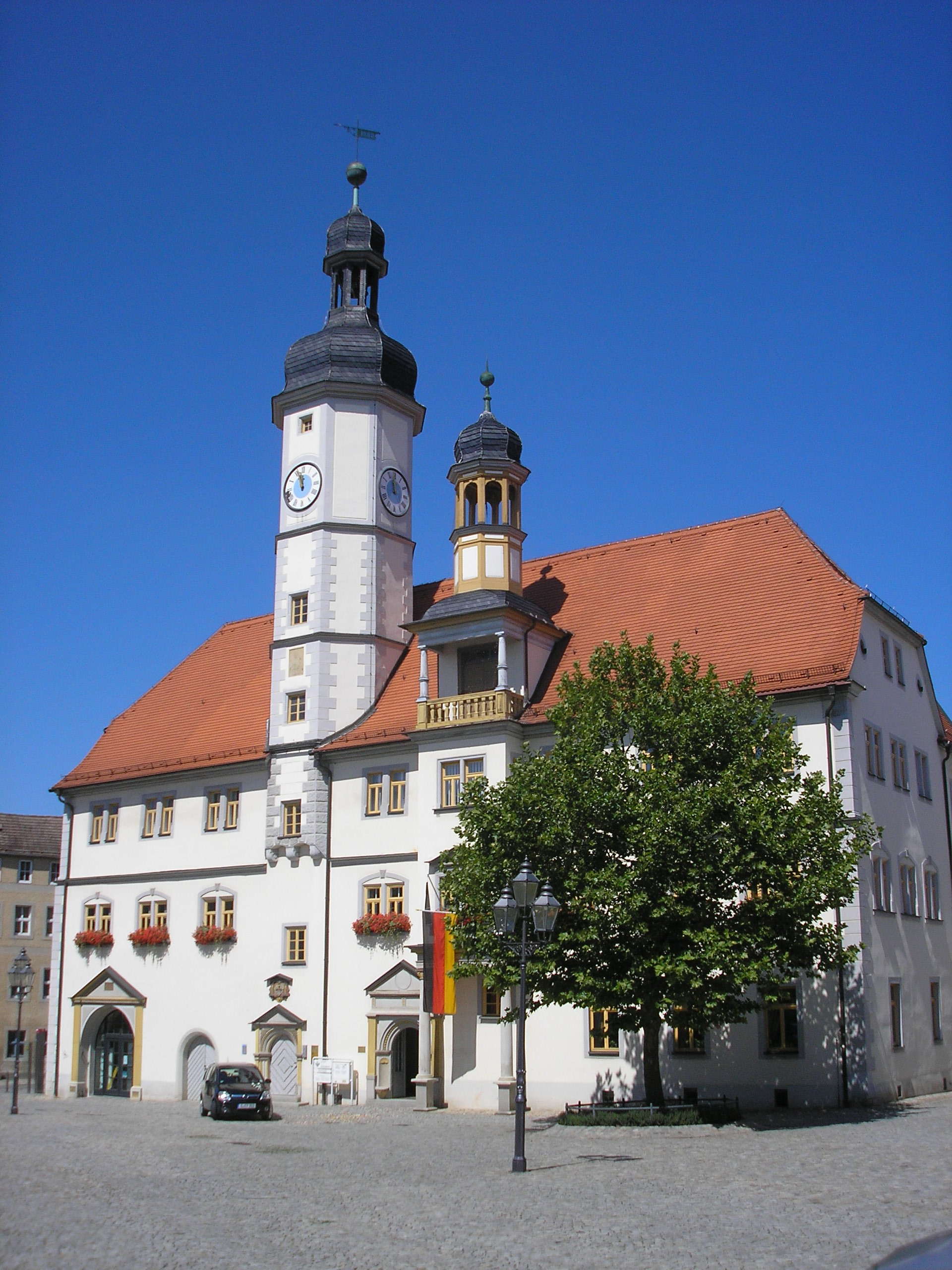
Eisenberger Rathaus

### Stadtrat
Der Stadtrat der Stadt Eisenberg besteht aus 24 Ratsmitgliedern. Dies ist die festgelegte Anzahl für eine Kommune mit einer Einwohnerzahl zwischen 10.001 und 20.000 Einwohnern. Die 24 Ratsmitglieder werden durch eine Kommunalwahl für jeweils fünf Jahre gewählt.
Stimmberechtigt im Stadtrat ist außerdem der unmittelbar von den Bürgern gewählte hauptamtliche Bürgermeister.
Die vergangene Kommunalwahl am 26. Mai 2024 führte bei einer Wahlbeteiligung von 57,8 % (2019: 49,7 %) zu folgendem Ergebnis:
| Partei / Liste | Stimmenanteil | +/− %p  | Sitze | +/− |
| CDU            | 30,0 %        | − 14,7  | 7     | − 4 |
| SPD            | 16,5 %        | − 2,0   | 4     | ± 0 |
| Die Linke      | 8,5 %         | − 8,6   | 2     | − 2 |
| Grüne          | 2,4 %         | + 2,4 % | 1     | + 1 |
| AfD            | 25,4 %        | + 25,4  | 6     | + 6 |
| BDS            | 17,1 %        | − 2,6   | 4     | − 1 |

### Bürgermeister
Seit dem 1. Juli 2019 ist Michael Kieslich (CDU) Bürgermeister.
Hauptamtlicher Bürgermeister der Stadt Eisenberg war von 2000 bis 2018 Ingo Lippert von der SPD. Seit dem 29. Juni 2015 war Lippert vorläufig vom Dienst suspendiert. Erkenntnisse aus den Ermittlungen eines Disziplinarverfahrens (Dienstvergehen, derentwegen u. a. im April 2014 vom Schöffengericht Jena eine Geldstrafe von 33.000 Euro verhängt wurde) rechtfertigten die Annahme, dass „Herr Lippert im Rahmen der anhängigen Disziplinarklage endgültig aus dem Beamtenverhältnis entfernt werden wird“. Der 1. Beigeordnete Götz Witkop übernahm vorübergehend die Amtsgeschäfte.
Von 1990 bis 2000 war Burkhardt Wartner Bürgermeister von Eisenberg.

### Erfüllende Gemeinde
Eisenberg ist die erfüllende Gemeinde für die Orte:
- Gösen
- Hainspitz
- Mertendorf
- Petersberg
- Rauschwitz

### Wappen

Stadtwappen

Das Wappen der Stadt Eisenberg besteht aus einer gezinnten goldenen Stadtmauer mit gezinntem Torturm und geschlossenem Tor. Hinter der Mauer links und rechts vom Hauptturm befinden sich zwei ungezinnte Seitentürme mit roten Glockendächern. Die Turmmitten der beiden Seitentürme sowie das Spitzdach des Tores sind ebenfalls in rot gehalten. Der Schildfuß wird durch vier Querlinien begrenzt. Zwischen Mohrenrumpf und Wappenschild befindet sich ein goldener Spangenhelm mit hellem Zier. Der Mohrenkopf trägt eine weiße Binde über den Augen und blickt nach rechts. Der Wappenschild wird zur Hälfte von einer blau-weißen Schabracke umrahmt.
Das Stadtwappen ziert neben der Mauer, dem Tor und den drei Türmen, die für Stadtfreiheit, Gemeinsinn und Kraftbewusstsein stehen, auch ein Mohrenkopf. Dies geht zurück auf eine umstrittene Sage aus der Renaissance (um das 16. Jh.), nach welcher ein von einem Herzog von Kreuzzügen mitgebrachter Mohr des Diebstahls einer Kette der Gemahlin des Herzogs bezichtigt wurde und enthauptet werden sollte. Kurz vor seiner Hinrichtung fand die Gräfin das vermeintliche Diebesgut in ihrer Bibel wieder und schickte noch rechtzeitig einen Boten zum Richtplatz, so dass der unschuldige Mohr verschont wurde. Zur Wiederherstellung seiner Ehre sollte von nun an sein Kopf mit den verbundenen Augen das Stadtwappen zieren.
Historiker gehen davon aus, dass es viel wahrscheinlicher ist, dass auf dem Wappen der heilige Mauritius abgebildet ist und dass aufgrund der fehlenden katholischen Praxis dieses Wissen verloren ging.
Im Jahr 1727 wurde zudem auf einem Brunnensockel eine Statue des Mohren hinter dem Rathaus errichtet. Der Mohrenbrunnen gilt als Wahrzeichen der Stadt.

### Logo

Stadtlogo

Die Stadt Eisenberg verwendet für unterschiedliche Zwecke ein eigenes Logo. Es besteht aus einem geometrisch konstruierten kleinen lateinischen e, das durch ein Linienkreuz durchschnitten wird. Die Farbe des Logos ist blau auf weißem Untergrund. Das obere rechte Viertel lässt sich variabel gestalten und bietet Platz für das Wappen bzw. für andere themenbezogene Symbole.

### Flagge
Die Flagge der Stadt zeigt in Längsrichtung die Farben blau und weiß mit dem Stadtwappen in der Mitte.

### Städtepartnerschaften
Eisenberg unterhält Städtepartnerschaften mit folgenden Städten:
- Eisenberg (Pfalz), Rheinland-Pfalz, Deutschland
- Menden (Sauerland), Nordrhein-Westfalen, Deutschland
- Stadthagen, Niedersachsen, Deutschland
- Soissons, Picardie, Frankreich

## Kultur und Sehenswürdigkeiten

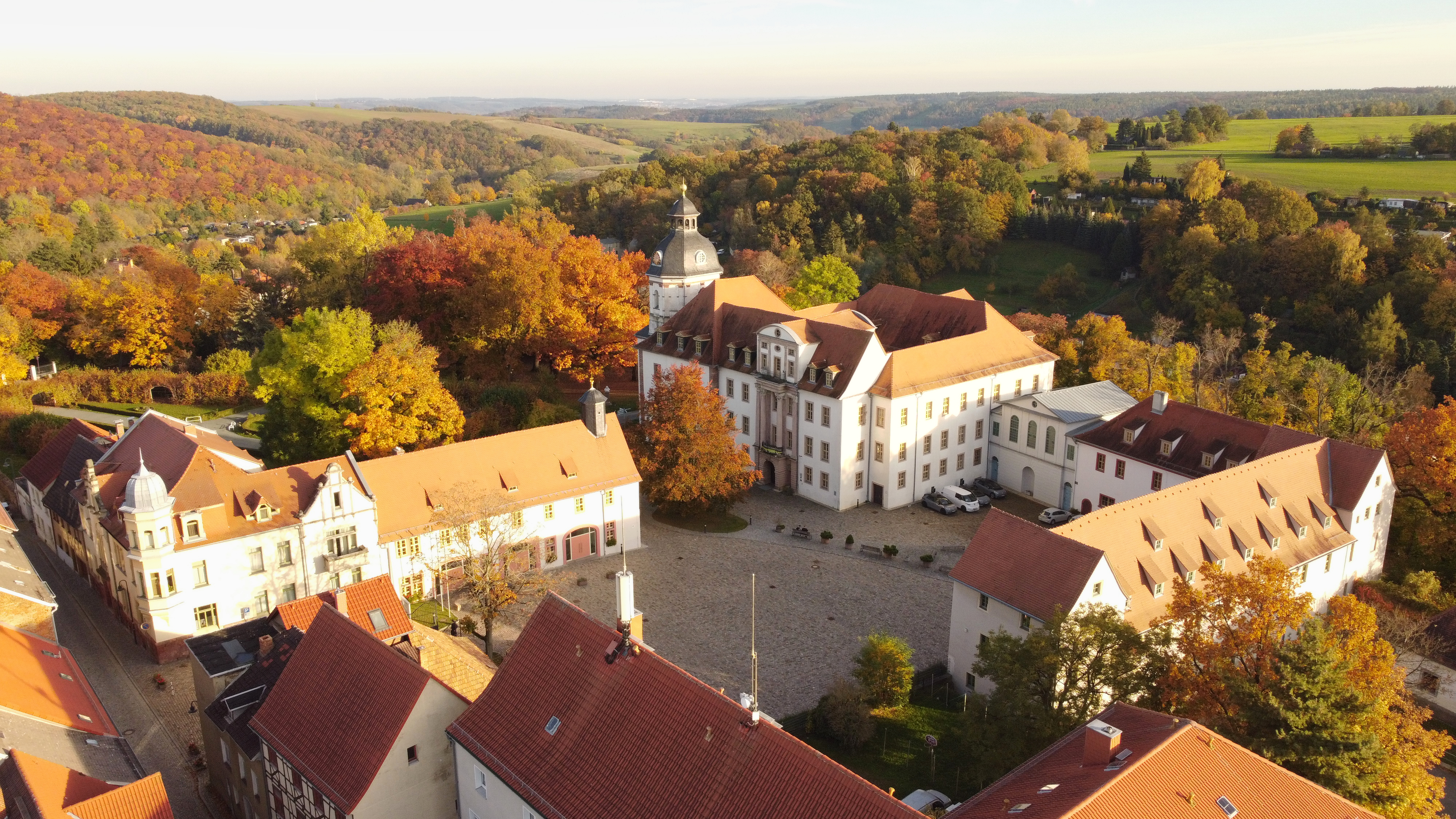
Luftaufnahme des Landratsamts, 2024

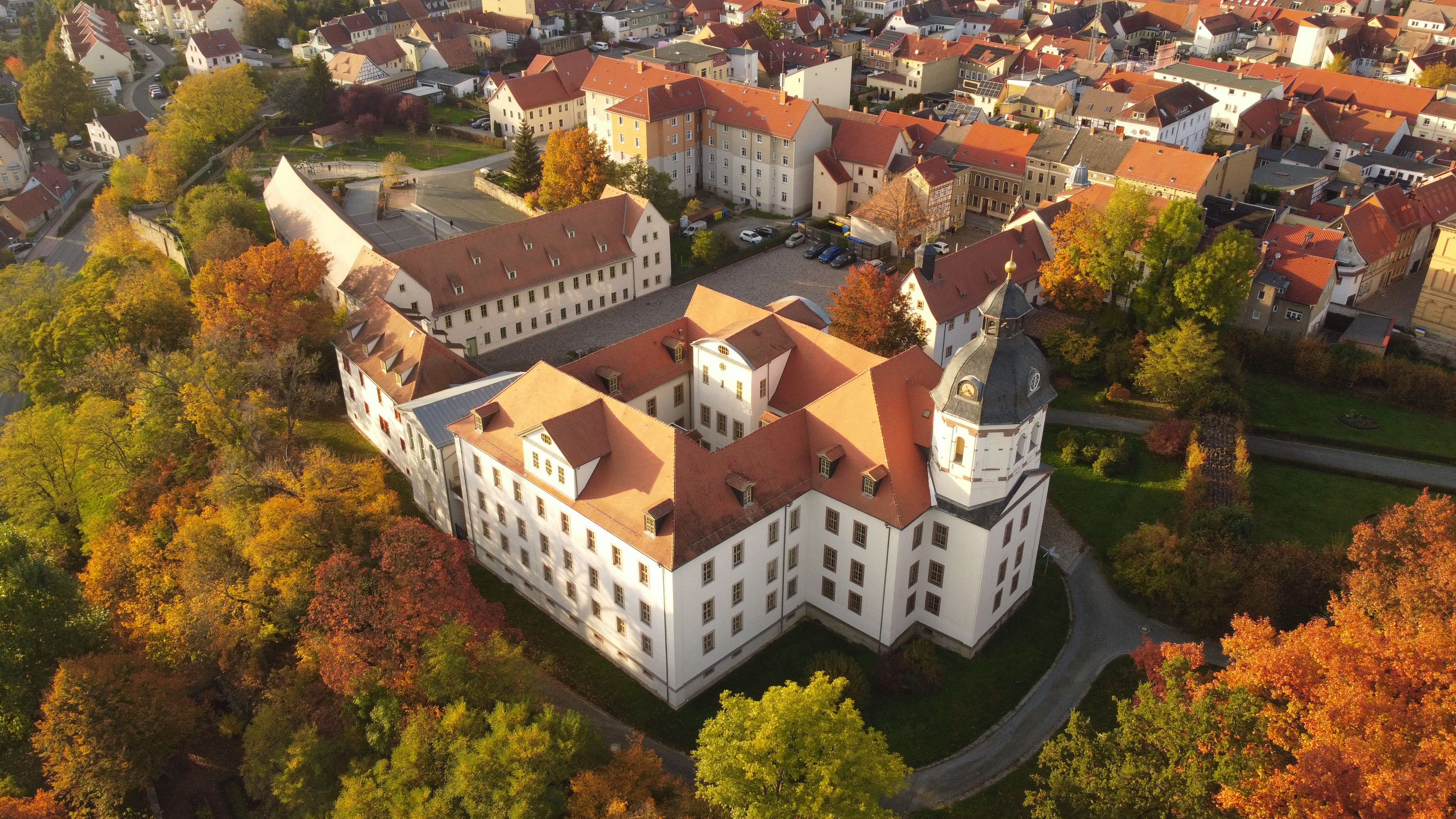
Rückseite des Landratsamts

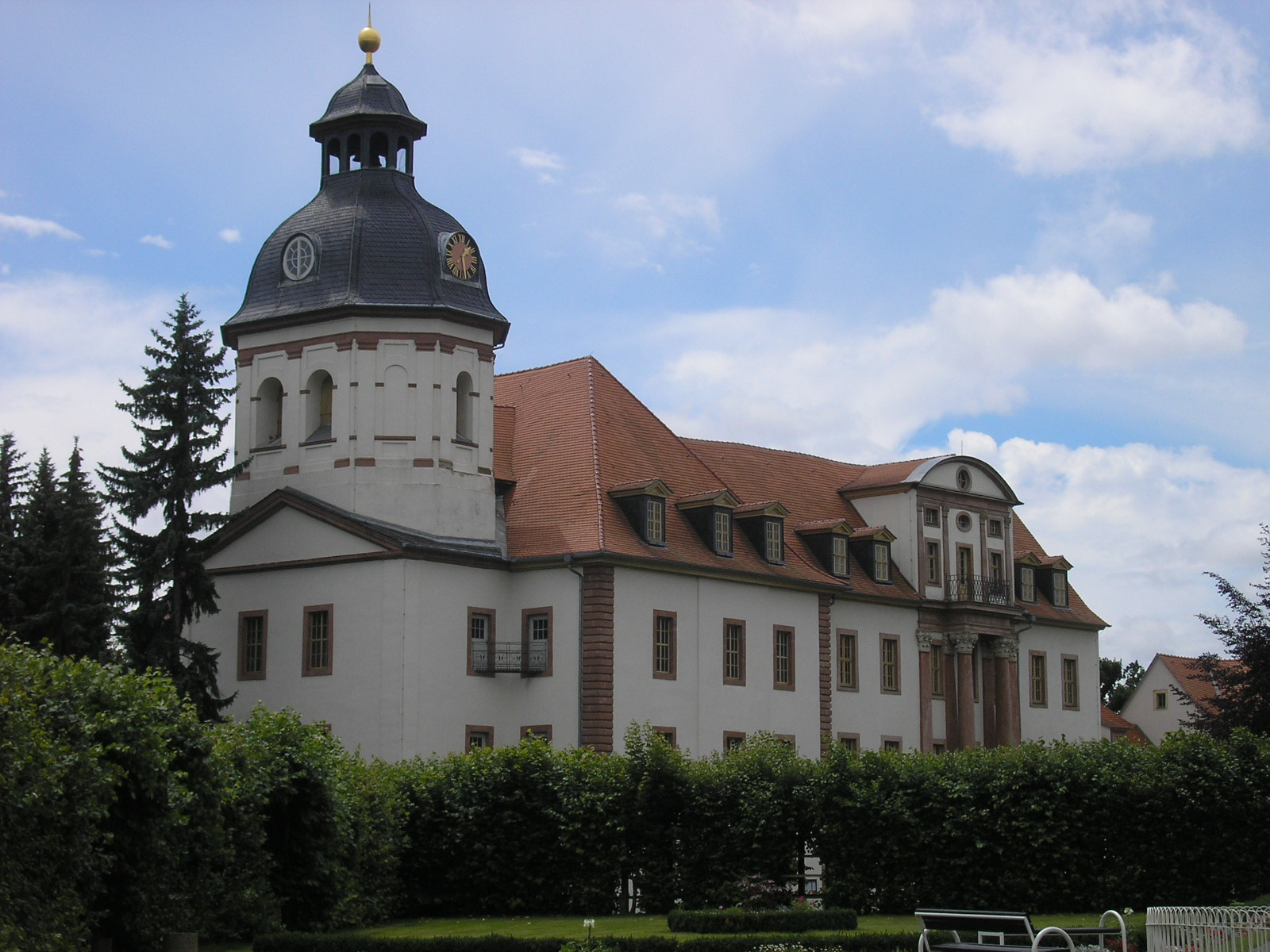
Christiansburg mit Schlosskirche St. Trinitatis

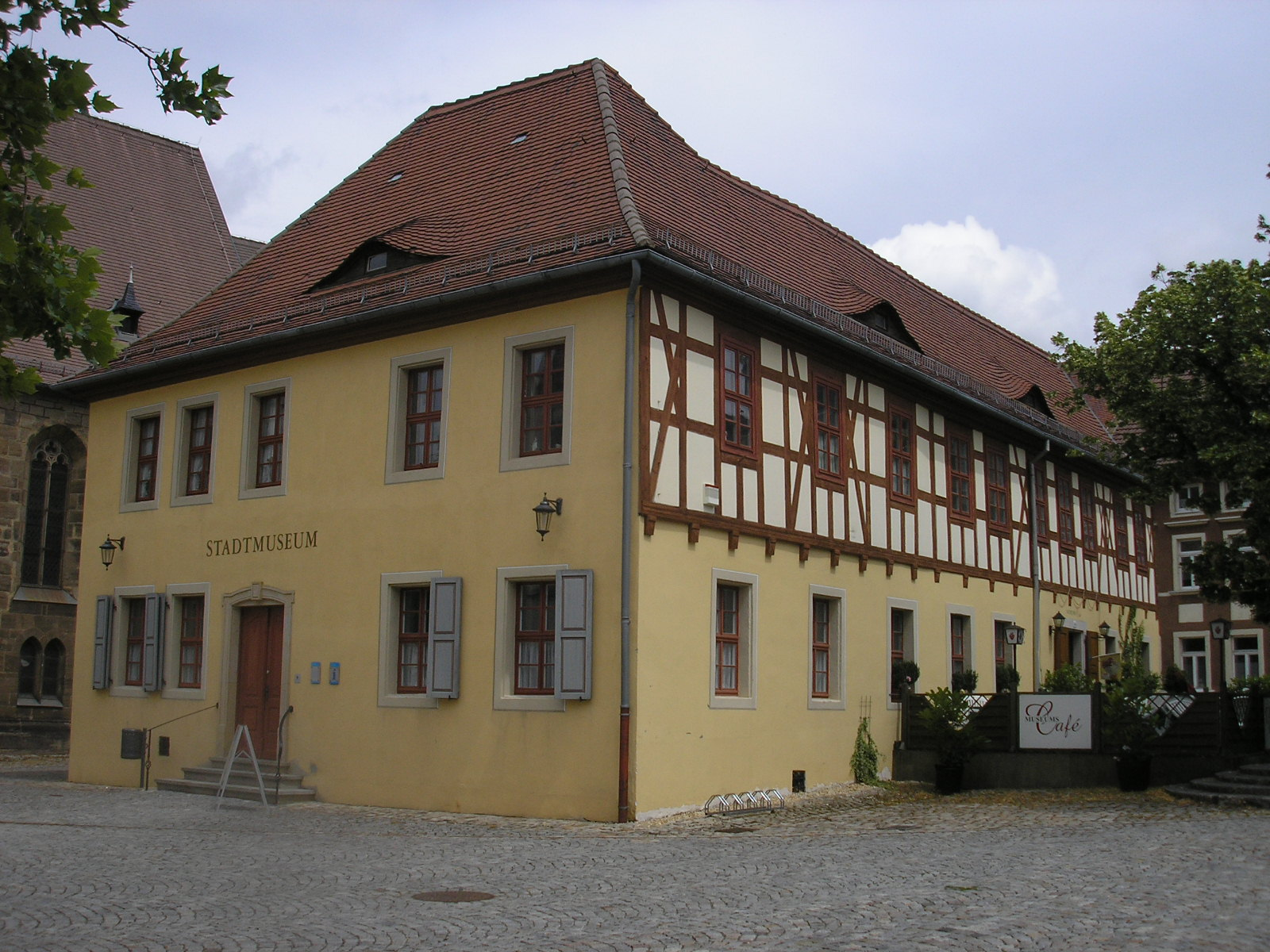
Stadtmuseum

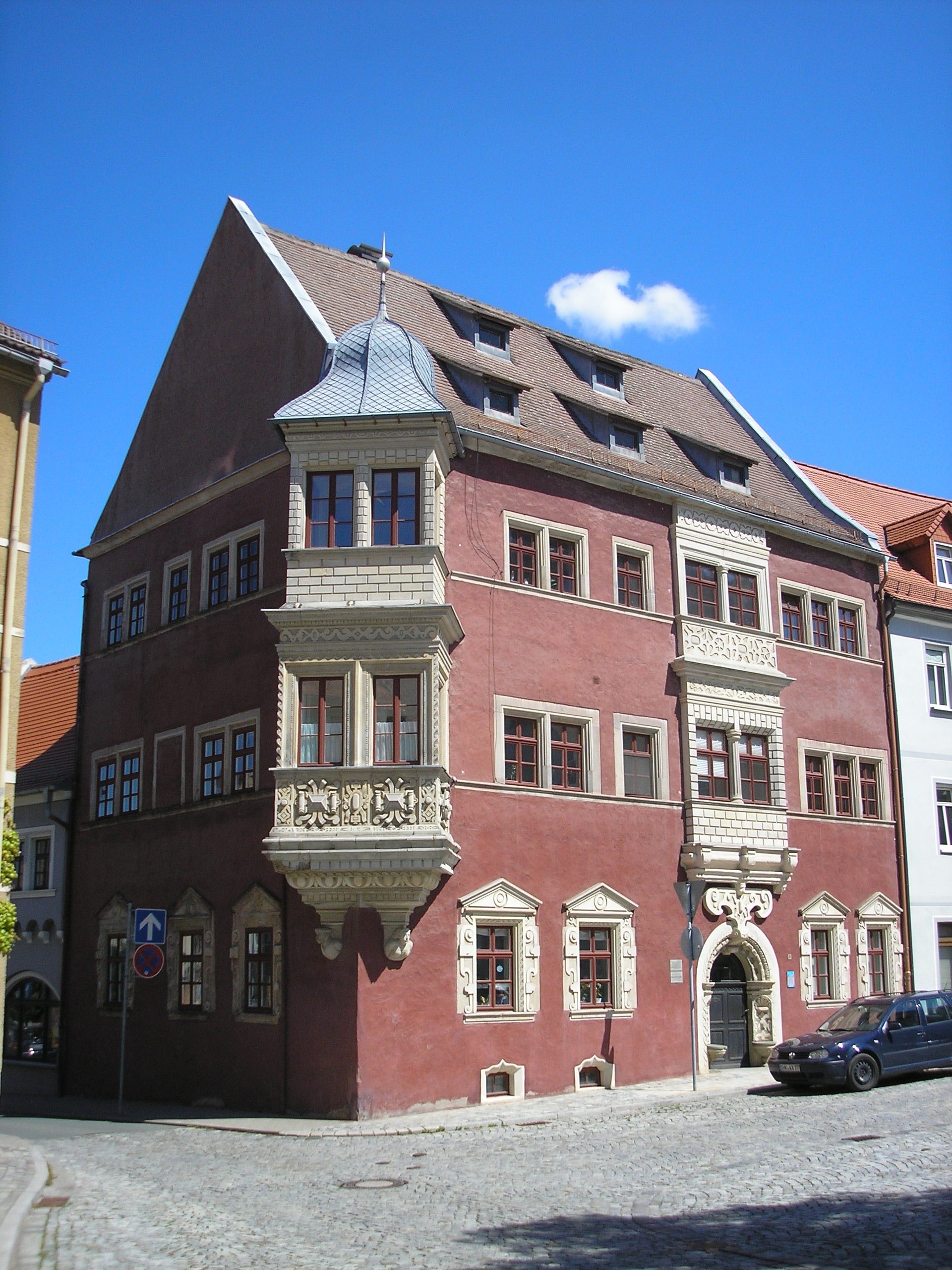
Ein Bürgerhaus aus der Renaissance am Marktplatz, seit 1729 Sitz der Evangelischen Superintendentur

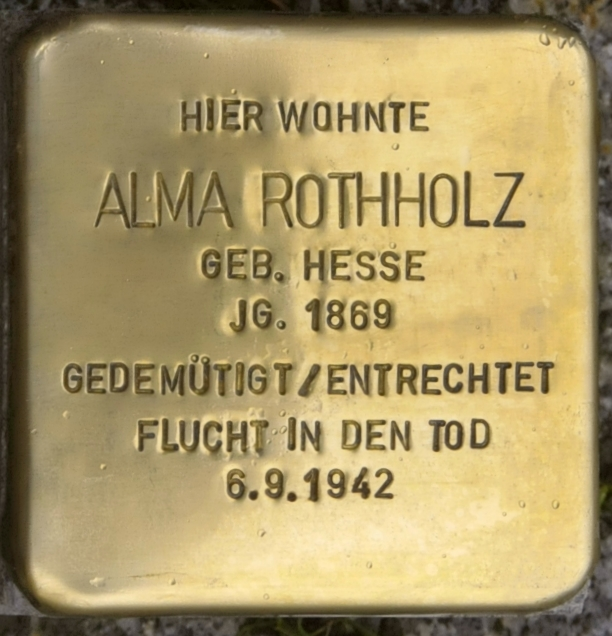
Stolperstein für Alma Rothholz in der Burgstraße 13

### Bauwerke
Von 1680 bis 1707 war die Stadt Eisenberg die Residenzstadt des Herzogtums Sachsen-Eisenberg. Unter Herzog Christian von Sachsen-Eisenberg wurde das Schloss Christiansburg in eine barocke Dreiflügelanlage umgestaltet. Heute ist das Schloss Sitz des Landratsamtes. Eine Besonderheit ist die Schlosskirche St. Trinitatis, die der Herzog von 1680 bis 1692 an der Ostseite des Schlosses bauen ließ. Sie gilt als die schönste barocke Kirche des Landes Thüringen.
Auf dem Marktplatz in Eisenberg befinden sich drei freistehende Gebäude sowie der Mohrenbrunnen, der das Wahrzeichen der Stadt Eisenberg ist. Das in der südwestlichen Ecke des Marktplatzes stehende Eisenberger Rathaus wurde erstmals 1576 erwähnt. Im 16. Jahrhundert erfolgten mehrere Umbauten im Renaissancestil. 1702/1703 wurde der Rathausturm erhöht und ein Erker angebaut. Die Stadt gewann 1999 den Bundespreis für das schönste Rathaus.
Auf der Nordseite des Marktplatzes steht die Stadtkirche St. Peter. Sie wurde bereits 1219 in der Gründungsurkunde des Eisenberger Nonnenklosters als Kapelle erwähnt. Die Kirche besteht aus dem spätgotischen Chor von 1494, dem 1585 erbauten Kirchenschiff und dem Kirchturm, dessen Entstehungszeit nicht sicher datiert ist. Mit der Kirche verbunden ist der 1872 gegründete und noch bestehende Stadtkirchenchor (Stand: 2022).
Drittes Bauwerk auf dem Marktplatz ist das Eisenberger Stadtmuseum im sogenannten Klötznerschen Haus. Das Gebäude des wohlhabenden Kaufmanns Karl Friedrich Klötzner (1853–1932) kam 1911 in den Besitz der Stadt und diente zunächst als Wohnhaus. 1984 beschloss der Stadtrat die Einrichtung eines Stadtmuseums, das jedoch erst 1992 eröffnet wurde. Es zeigt die Eisenberger Stadtentwicklung von der Frühgeschichte bis zur Industrialisierung.
Derzeit eine Ruine ist das Schloss Friedrichstanneck westlich des Stadtzentrums.

### Parks
Der Tiergarten Eisenberg wurde 1971 eröffnet und zeigt kleine Haustierrassen, Wildtiere aus Australien und aus afrikanischen Gebirgsgegenden sowie einheimische Waldbewohner.
Zu Spaziergängen laden der an das Schloss angrenzende Schlosspark mit Bogengarten und Springbrunnen sowie der Friedenspark zwischen Stadthalle und katholischer Kirche ein.

### Denkmäler

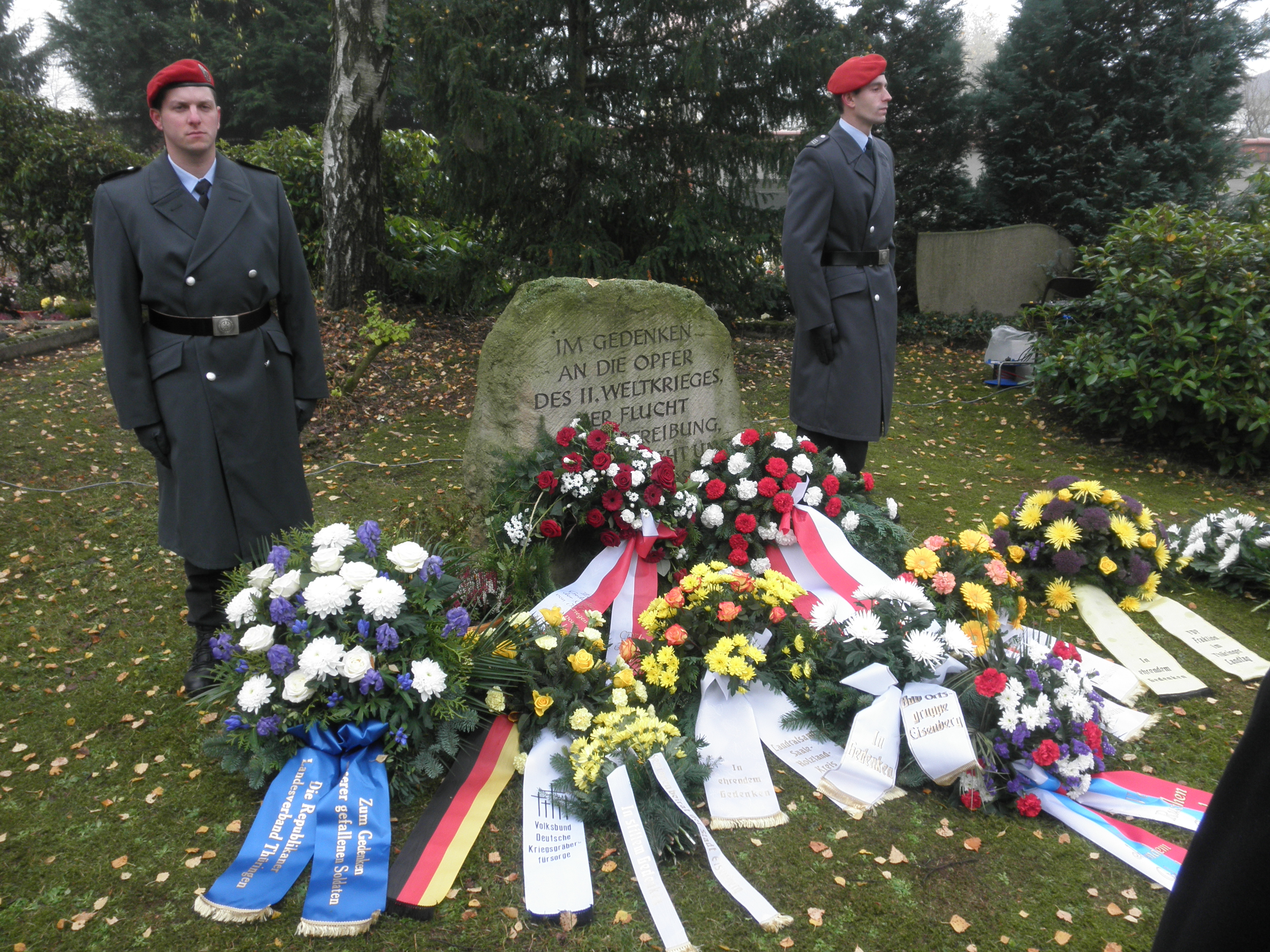
Weltkriegsdenkmal auf dem Friedhof am Volkstrauertag 2013

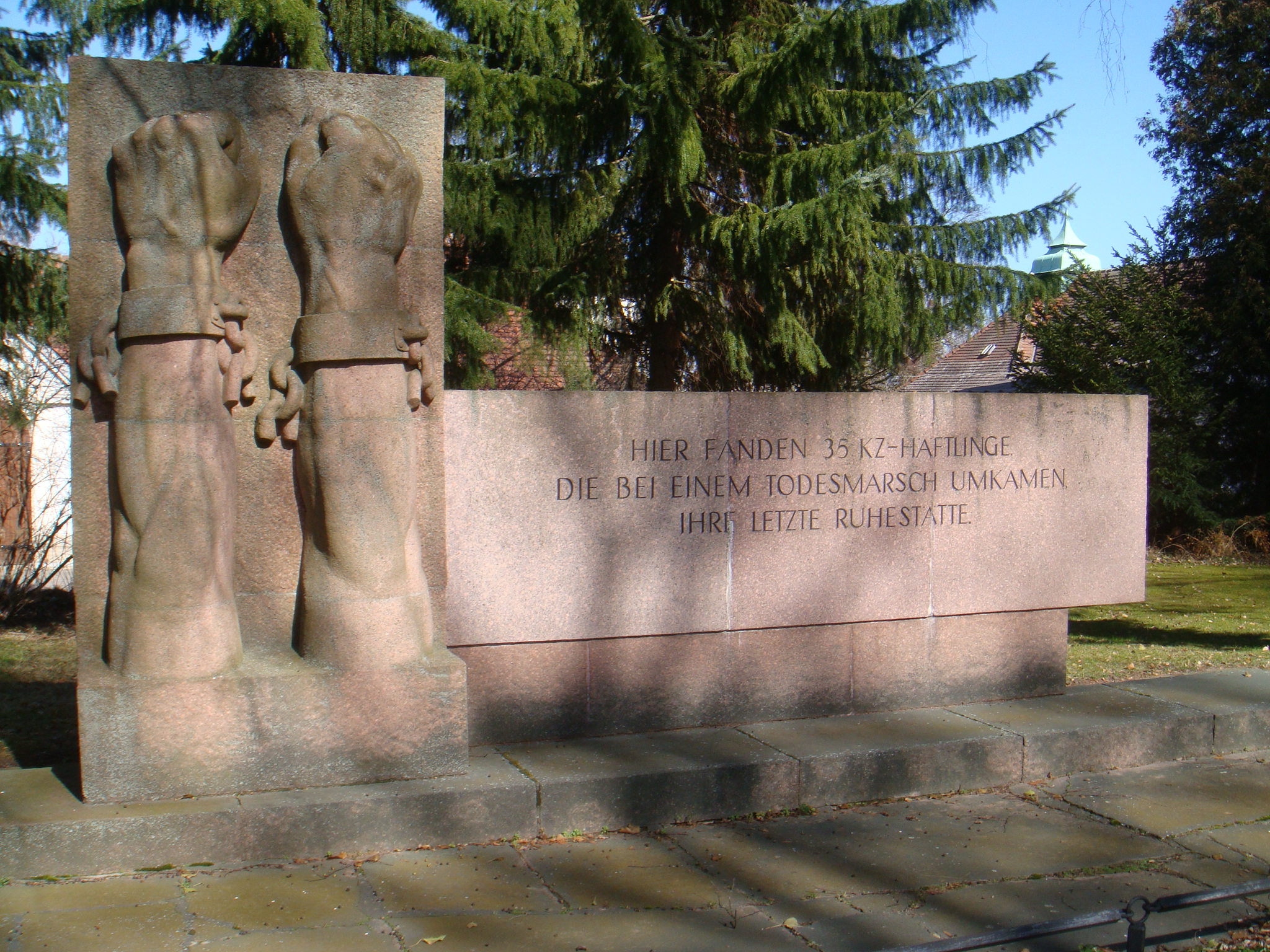
Gedenkstätte für die Opfer des Todesmarschs auf dem Friedhof der Stadt

Auf dem Eisenberger Friedhof an der Mühlenstraße sollen drei Objekte die Erinnerung an die Zeit des Nationalsozialismus, des Zweiten Weltkrieges und der Nachkriegszeit wachhalten. Eine Gedenkstätte erinnert an 35 KZ-Häftlinge, die auf dem Friedhof bestattet sind. Sie starben in Eisenberg und Umgebung auf einem Todesmarsch, als im April 1945, also kurz vor dem Ende des Zweiten Weltkriegs, die KZ-Lager geräumt wurden. Ein Gedenkstein mit der Inschrift „Hier ruhen fern der Heimat 17 Kinder zwangsverschleppter Ostarbeiter im Alter von 1 bis 15 Jahren. Ihr Tod mahnt zum ewigen Frieden.“ erinnert an 17 Kinder von Zwangsarbeitern, die an Unterversorgung starben und die ebenfalls auf dem Eisenberger Friedhof ihre letzte Ruhestätte fanden.
Ein weiterer Gedenkstein mit der Inschrift „IM GEDENKEN AN DIE OPFER DES II. WELTKRIEGES, DER FLUCHT UND VERTREIBUNG, VON UNRECHT UND GEWALTHERRSCHAFT“ erinnert an alle Opfer dieser Zeit.
In der Friedrich-Ebert-Straße am Friedenspark und in der Geraer Straße am Parkplatz zum Tiergarten befinden sich weitere Gedenksteine zum Marsch der Häftlinge des KZ Buchenwald durch Eisenberg.
Im Ortsteil Saasa erinnert auf dem Friedhof eine Grabstätte mit Gedenktafel an vier umgekommene Kleinkinder sowjetischer Zwangsarbeiterinnen, die im Zweiten Weltkrieg nach Deutschland verschleppt wurden. Auf dem Dorfplatz befindet sich ein Denkmal für die Opfer von Krieg und Gewaltherrschaft (ehemaliges Kriegerdenkmal des Ersten Weltkrieges).
Im Schlossgarten befinden sich zwei Denkmäler. Direkt an der Schlosskirche steht das Herzog-Christian-Denkmal. Im hinteren Teil des Parks erinnert ein Gedenkstein mit seinem Kupferrelief an den Reichstagsabgeordneten und Vorsitzenden der KPD Ernst Thälmann (1886–1944), der im August 1944 im KZ Buchenwald getötet wurde. Das Thälmann-Denkmal ist ein ehemaliges zu DDR-Zeiten umfunktioniertes Bismarck-Denkmal.
Weitere Denkmäler sind das Krause-Denkmal auf dem Krauseplatz hinter der Polizeiinspektion Eisenberg sowie ein Denkmal für den Atomphysiker Frédéric Joliot-Curie zwischen der ehemaligen Knabenschule (heute Teil des Landratsamtes in der Schulgasse) und der Grundschule Ost.
Im Jahre 1993 wurde in Eigeninitiative von Jörg Petermann den zehn Opfern des Bombenabwurfs am 9. Februar 1945 in der Jenaer Straße in Eisenberg und den acht danach im Mühltal abgestürzten Besatzungsmitgliedern nahe der Aufschlagstelle ihrer Boeing B-17 „Flying Fortress“ oberhalb der Pfarrmühle ein Gedenkstein gesetzt.
Am 19. Juni 2015 wurde unter reger Teilnahme von Bürgern sowie Vertretern der Stadtverwaltung und der jüdischen Gemeinde im Gehweg vor dem Haus Burgstraße 13 ein Stolperstein für Alma Rothholz verlegt.

### Regelmäßige Veranstaltungen
Aus dem Veranstaltungskalender der Stadt Eisenberg sind die folgenden regelmäßigen Veranstaltungen mit großer regionaler Bekanntheit erwähnenswert:
- Juni: Stadtfest
- Juli: Trabitreffen im Verkehrsgarten
- August: Tiergartenfest
- September: Tag des offenen Denkmals – Kunst im Bogengarten
- Oktober: Milo-Barus-Cup im Mühltal (Kraftsportturnier zum Gedenken an Milo Barus)
- Oktober: Eisenberger Landmarkt
- Dezember: Eisenberger Nachtweihnachtsmarkt
- Dezember: Weihnachtstal Mühltal

Seit 2019 wird in Eisenberg das Eisenberger Mohrenfest begangen, anknüpfend an die Eisenberger Mohrensage. Der für das Fest gewählte Name ist umstritten, weil der Begriff Mohr im heutigen Sprachgebrauch als rassistisch empfunden wird.

## Wirtschaft und Infrastruktur

### Wirtschaft

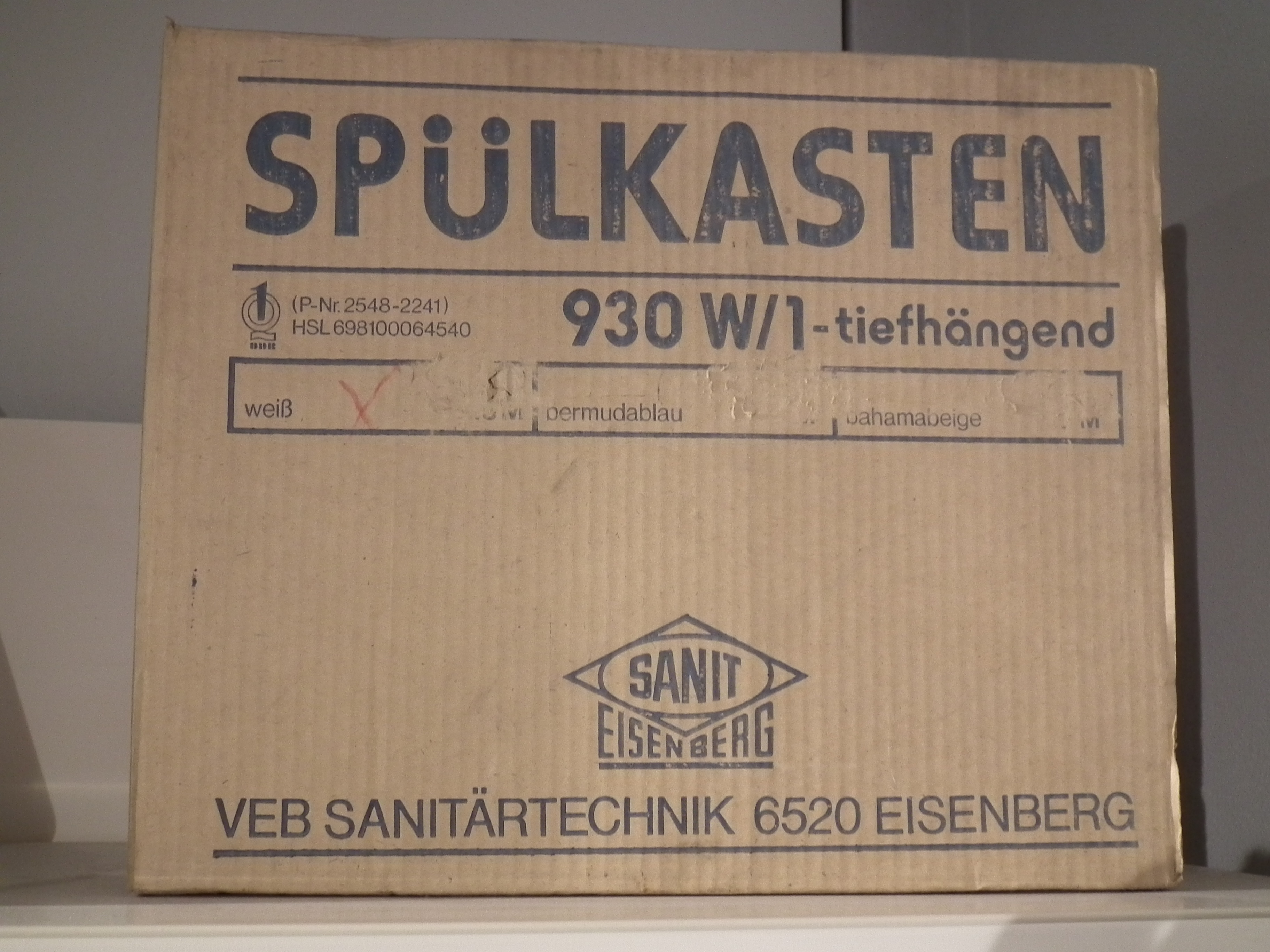
Produkt aus dem VEB Sanitärtechnik Eisenberg

Der Waldreichtum des Thüringer Holzlandes war auch prägend für das industrielle Profil der Stadt. Eine bald 200-jährige Tradition hat der Klavierbau, der noch heute durch die Klavierbaumanufaktur Wilhelm Steinberg weitergeführt wird. Andere Hauptindustriezweige sind Sanitärarmaturen mit dem Hauptsitz der Sanitärtechnik Eisenberg sowie einem Produktionsstandort der Armaturenwerke Kludi und Möbel (Eisenberger Wohnmöbel (EWM)). In der Betriebsberufsschule des VEB Möbelkombinat Eisenberg wurden u. a. die meisten Klavierbauer der DDR ausgebildet. Die EthikBank hat ebenfalls ihren Sitz in Eisenberg. 1995 wurden die ursprünglich seit 1898 existierenden Stadtwerke Eisenberg neu gegründet.
Die Herstellung von Porzellan war lange Zeit ein wichtiger Wirtschaftsfaktor von Eisenberg: Seit der Gründung der ersten Eisenberger Porzellanmanufaktur durch Heinrich Ernst Mühlberg aus Roschütz bei Gera im Jahre 1796 wurden mehrere Porzellanfabriken gegründet. Die letzte Neugründung einer Porzellanfabrik erfolgte im Jahre 1900 durch die Firma Porzellanfabrik Kalk G.m.b.H. Mit dem letzten Porzellanbrand 1991 im VEB Vereinigte Porzellanwerke (Kahla-Porzellan GmbH), Werk Eisenberg, Werkstraße 5 endete die, vor dem Zweiten Weltkrieg und teilweise auch während der DDR-Jahre, für die Stadt wirtschaftlich bedeutende Porzellanindustrie. Das Porzellanmuseum Eisenberger Art Deco zeigt insbesondere Porzellan der Marke Wilhelm Jäger.

### Verkehr
Eisenberg liegt an der Bundesstraße B 7, die von Rochlitz in Sachsen nach Düsseldorf in Nordrhein-Westfalen führt. Über die B 7 ist sie an die naheliegende Bundesautobahn 9, Anschlussstelle Eisenberg/Thüringen sowie an die Bundesautobahn 4, Anschlussstelle Gera-Langenberg angebunden. Elf Kilometer südlich von Eisenberg liegt das Autobahnkreuz Hermsdorfer Kreuz, wo sich die A 4 und die A 9 kreuzen.
Eisenberg ist die größte Stadt und neben Schleiz die einzige Kreisstadt Thüringens, die keinen Bahnanschluss mehr besitzt. Die Bahnstrecke nach Crossen wurde 1880 durch die Eisenberg-Crossener Eisenbahn-Gesellschaft eröffnet und 1999 stillgelegt, deren westlicher Teil über Bürgel nach Jena wurde 1905 eröffnet und bereits 1969 stillgelegt.
Die JES Verkehrsgesellschaft, die in Eisenberg auch ihren Sitz hat, verkehrt im Stundentakt mit Midibussen auf der Stadtlinie 401. Des Weiteren erreicht man durch den ÖPNV der JES Verkehrsgesellschaft sowie der RVG/Regionalverkehr Gera Land GmbH die wichtigsten Ortschaften der Region wie z. B. Jena, Hermsdorf, Gera (alle drei mit Zuganbindung), Bürgel, Camburg und Stadtroda.

### Medizinische Versorgung

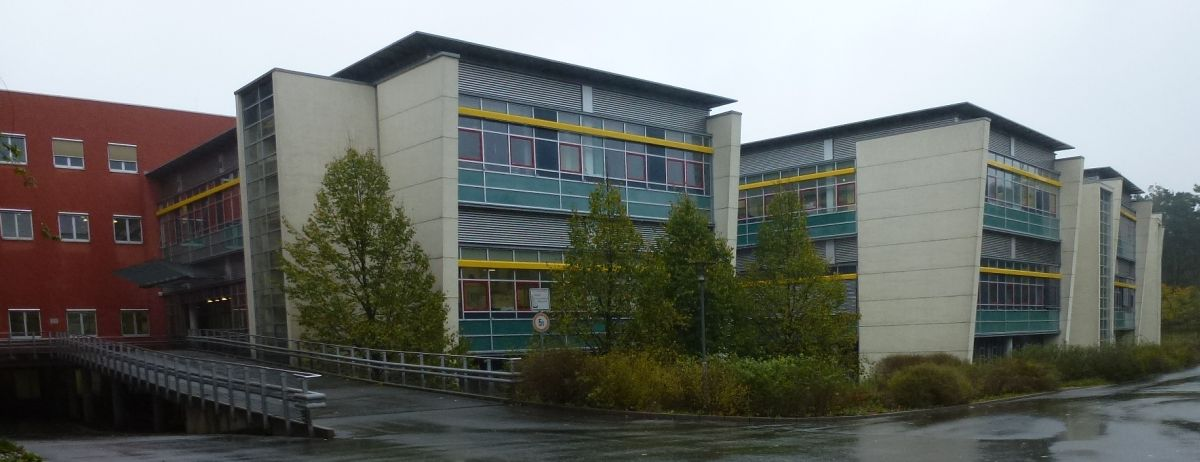
Waldkliniken

In Eisenberg befinden sich die bis 2017 nach dem Orthopäden Rudolf Elle benannten Waldkliniken Eisenberg, die sich vor allem mit ihrer orthopädischen Abteilung einen Namen gemacht haben. Die Einrichtung beherbergt auch den Lehrstuhl für Orthopädie der Medizinischen Fakultät der Friedrich-Schiller-Universität Jena. Die Waldkliniken verfügen des Weiteren über eine Abteilung für Chirurgie, eine Abteilung für Innere Medizin, Abteilung für Anästhesie und Intensivmedizin und eine Kinderorthopädie. An das Krankenhaus angegliedert ist ein Sanitätshaus, das Prothesen und Hilfsmittel für Patienten bereitstellt.

### Medien
Die Ostthüringer Zeitung erscheint werktäglich mit einem eigenen Lokalteil für Eisenberg. Nach massiven Einsparungen in der Redaktion sitzen heute nur noch drei Redakteure in der Eisenberger Lokalredaktion. Viele Artikel und Beiträge der Lokalseiten werden aus Jena und Stadtroda übernommen.
Das Anzeigenblatt „Allgemeiner Anzeiger“ erscheint in Eisenberg wöchentlich mit einem Lokalteil aus dem Saale-Holzland-Kreis. Die Redaktion sitzt seit März 2012 in Jena. Zuvor wurde die Zeitung in Hermsdorf produziert.

### Bildung

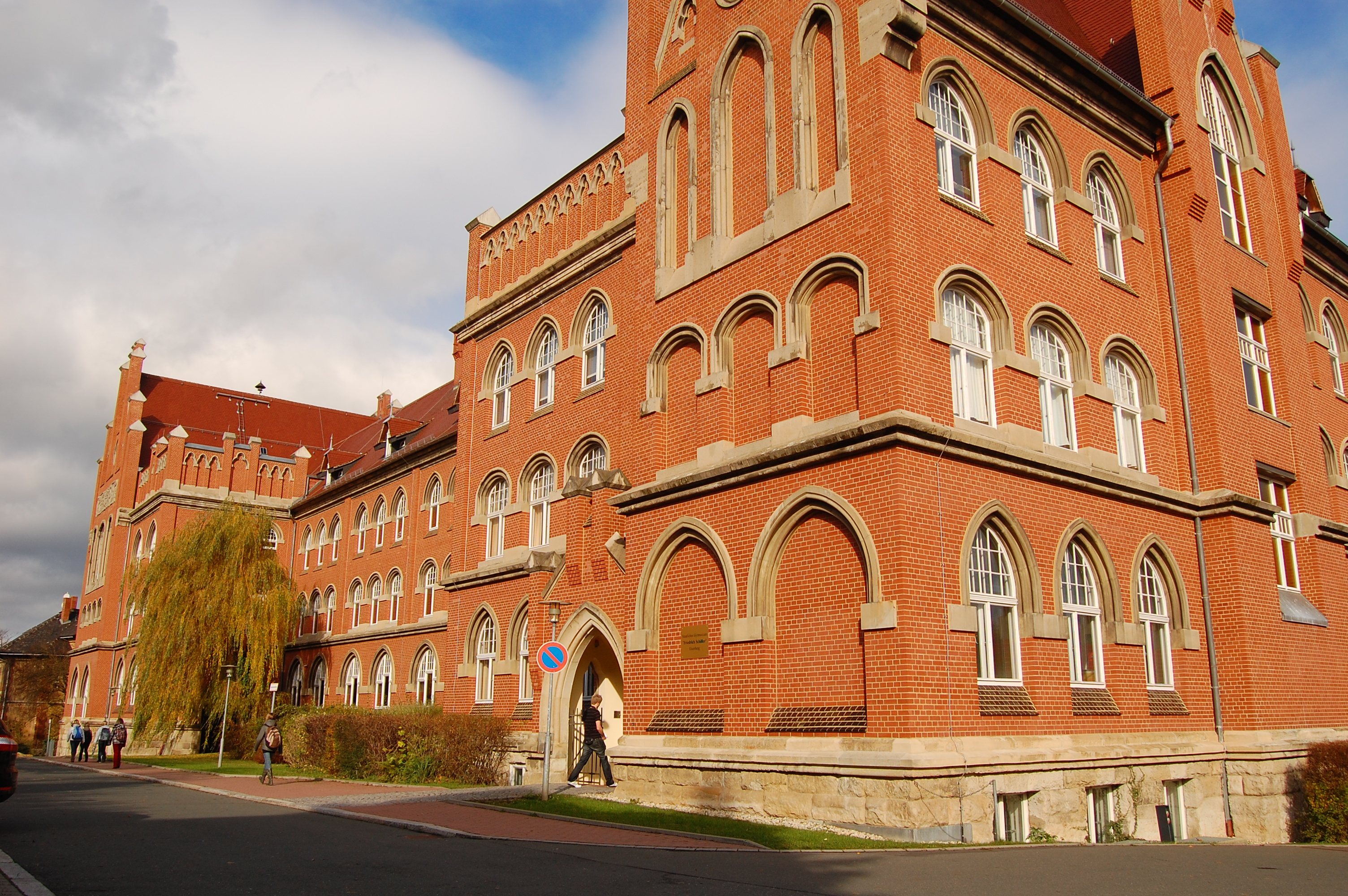
Friedrich-Schiller-Gymnasium

In Eisenberg gibt es vier staatliche Schulen: zwei Grund- (Ost, „Martin Luther“), eine Regelschule „Karl Christian Friedrich Krause“ (zusammengelegt aus den ehemaligen Regelschulen West und Ost) sowie das Friedrich-Schiller-Gymnasium.

## Persönlichkeiten

### Ehrenbürger
- Edgar von Thaler (1927–2019), lutherischer Geistlicher und Superintendent (1965 bis 1992)[34]
- Gunther Emmerlich (1944–2023), Sänger und Entertainer[35]

### Söhne und Töchter der Stadt

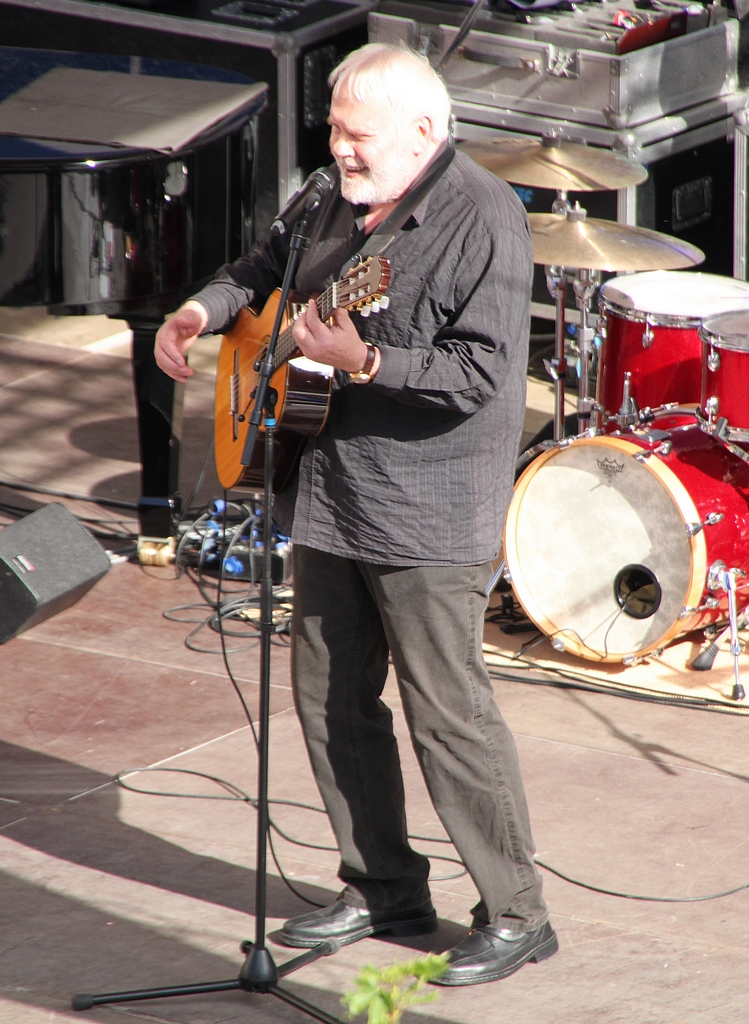
Gunther Emmerlich

- Johann Michael Heineccius (1674–1722), lutherischer Geistlicher und Historiker
- Johann Gottlieb Heineccius (1681–1741), Professor für Recht und Philosophie
- Johann David Gschwend (1691–1767), Autor, der 1758 die erste Chronik über Eisenberg veröffentlichte.[36]
- Daniel Gottfried Werner (1695–nach 1752), Schulmann und evangelischer Theologe
- Karl Christian Friedrich Krause (1781–1832), Philosoph
- Christian Friedrich Heinrich Sachse (1785–1860), Hofprediger und Kirchenlieddichter in Altenburg
- Franz Schwepfinger (1801–1871), Theologe, Pädagoge und Politiker
- Carl Spahn (1803–1865), Schriftsteller, Maler, Fabrikant; aktive Beteiligung an der Revolution von 1848/1849[37]
- Bruno Bauer (1809–1882), Philosoph
- Louis Preller (1822–1901), Landschaftsmaler, Illustrator, Erbauer und Namensgeber des Prellerhauses in Weimar.
- Reinhold Rost (1822–1896), Orientalist, Oberbibliothekar des Indischen Amtes in London
- Moritz von Sachsen-Altenburg (1829–1907), preußischer General der Kavallerie
- Eduard Büchel (1835–1903), Kupferstecher, Professor an der Akademie der bildenden Künste in Dresden[38]
- Felix Frommelt (1842–1886), Konsul in Sarajevo
- Emil Böhme (1873–1930), Politiker (SPD), Mitglied Thür. Landesregierung, Landrat
- Otto Procksch (1874–1947), Alttestamentler
- Kurt Geier (1879–1950), Jurist, Verwaltungsbeamter und Politiker (NLP, DNVP, DVP)
- Günter Ranft (1901–1945), Bühnenbildner, Kirchenmaler
- Kurt Sperrhake (1909–1991), Klavierbaumeister
- Gerhard Buchwald (1920–2009), Mediziner
- Alfred Tischendorf (* 1934), Ringer
- Thomas Ammer (1937–2024), Historiker, DDR-Oppositioneller und Opfer der Diktatur in der DDR
- Peter Lesser (* 1941), Skispringer
- Wolf-Dieter Krause (* 1945), Sprachwissenschaftler und Hochschullehrer
- Klaus Olshausen (* 1945), Generalleutnant a. D. der Bundeswehr
- Ralf Strogies (* 1966), ehemaliger Fußballspieler und Fußballtrainer
- Michael Tetzlaff (* 1973), Schriftsteller

### Weitere Persönlichkeiten
- Christian von Sachsen-Eisenberg (1653–1707), einziger Herzog von Sachsen-Eisenberg
- Immanuel Johann Gerhard Scheller (1735–1803), Altphilologe und Lexikograph, besuchte zwischen 1747 und 1752 das Gymnasium in Eisenberg
- Charlotte von Sachsen-Meiningen (1751–1827), Herzogin von Sachsen-Gotha-Altenburg, lebte einige Jahre in Eisenberg
- Georg von Sachsen-Altenburg (1796–1853), Herzog von Sachsen-Altenburg, residierte abwechselnd in Altenburg und Eisenberg
- Otto Hammann (1852–1928), Jurist, besuchte in Eisenberg das Gymnasium
- Ernst Wasserzieher (1860–1927), Etymologe, wohnte zwischen 1884 und 1888 in Eisenberg
- Ernst II. von Altenburg (1871–1955), Herzog von Sachsen-Altenburg, besuchte zwischen 1886 und 1889 die Christians-Schule in Eisenberg
- Karl Kleinschmidt (1902–1978), evangelisch-lutherischer Pfarrer, Kulturpolitiker und Publizist, bis 1931 Pfarrer der Stadt
- Kurt Bauer (1903–1993), Maler und Grafiker, arbeitete nach 1945 in Eisenberg
- Rudolf Elle (1911–1952), Orthopäde
- Peter Landau (1935–2019), Rechtswissenschaftler, ging in Eisenberg zur Schule
- Elke Maes (* 1943), Politikerin (CDU), zwischen 1978 und 1987 Lehrerin in Eisenberg
- Bernward Müller (* 1950), Politiker (CDU), ab 1977 in Eisenberg tätig
- Helmut Zapf (* 1956), Komponist, zwischen 1979 und 1982 Kantor an der Stadtkirche in Eisenberg